# 데즈카 마코토
데즈카 마코토(手塚眞)는 일본의 영화 감독이다. 본명은 마코토(真)이다. 부친은 만화가 데즈카 오사무이다.